# Wladimir Lukitsch Borowikowski

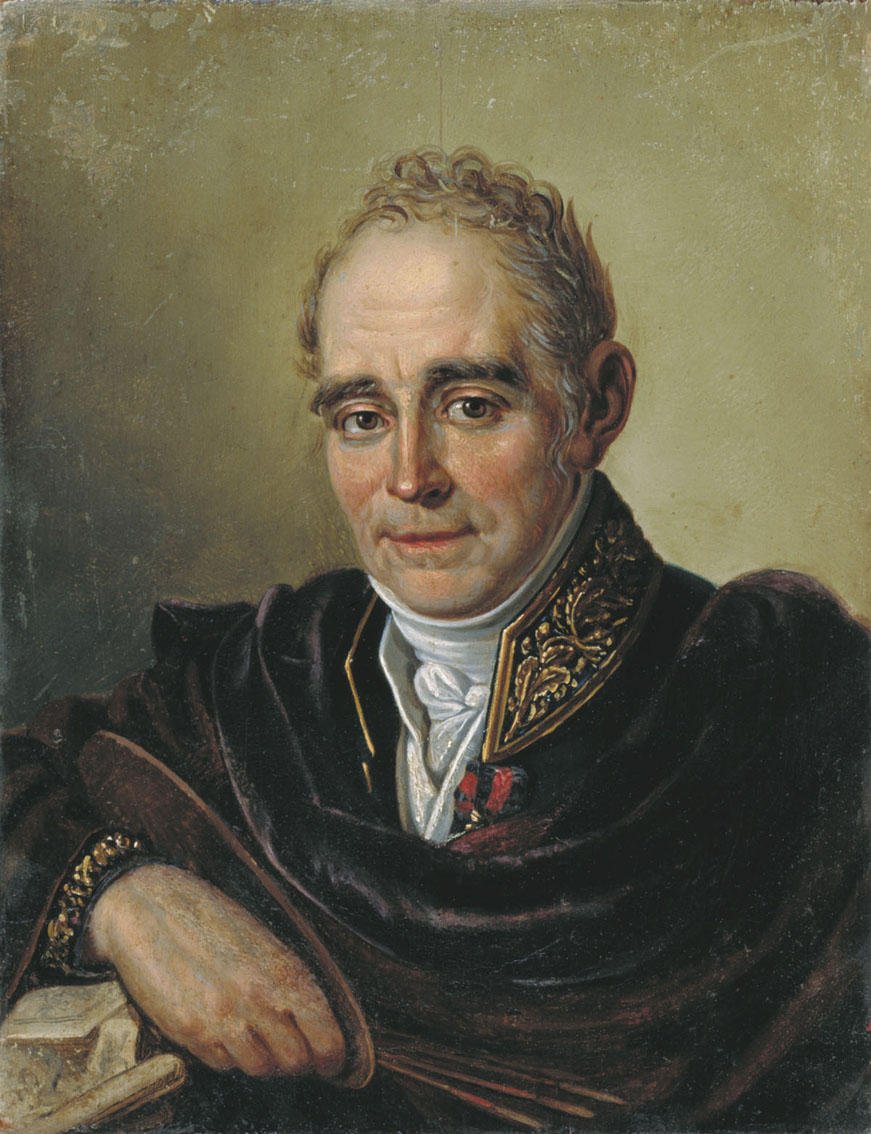
Wladimir Borowikowski, gemalt von Iwan Bugajewski-Blagodarny

Wladimir Lukitsch Borowikowski (russisch Владимир Лукич Боровиковский, wiss. Transliteration Vladimir Lukič Borovikovskij, ukrainisch Володимир Лукич Боровиковський Wolodymyr Lukytsch Borowykowskyj; * 24. Julijul. / 4. August 1757greg. in Mirgorod; † 6. Apriljul. / 18. April 1825greg. in Sankt Petersburg) war ein russischer Maler, Ikonenmaler und Porträtmaler ukrainischer Herkunft, der als der letzte große Vertreter der russischen und ukrainischen Porträtmalerei am Übergang vom 18. zum 19. Jahrhundert gilt.

## Biografie
Wladimir Borowikowski wurde in eine Familie ukrainischer Kosaken geboren. Sein Vater Luka Borowik hatte einen Nebenverdienst als Ikonenmaler. Gemäß der Familientradition dienten alle vier seiner Söhne im Mirgoroder Regiment, doch Wladimir trat bald im Rang eines Leutnants zurück und widmete sein Leben der Kunst, anfangs als Ikonenmaler für örtliche Kirchen.
Borowikowski führte ein ruhiges provinzielles Leben, doch ein unerwartetes Ereignis verhalf ihm zu einem raschen Aufstieg. Während einer Reise Katharina der Großen nach Neurussland bereitete sein Freund Wassili Kapnist ihre Unterkunft in Krementschug vor und bat Borowikowski darum, zwei allegorische Gemälde für ihre Räume zu malen. Auf einem von ihnen waren Peter der Große und Katharina die Große als Säer, auf dem anderen war Katharina als Minerva dargestellt. Die Gemälde gefielen der Kaiserin so sehr, dass sie dem Maler anbot, nach Sankt-Petersburg zu ziehen, was dieser 1787 tat.
Nach dem Umzug änderte er seinen Nachnamen Borowik in Borowikowski um, damit er aristokratischer klang. Die ersten zehn Jahre in Sankt-Petersburg lebte er im Haus des Dichters, Architekten, Musikers und Kunsttheoretikers Nikolai Lwow, dessen Ideen einen starken Einfluss auf die Werke Borowikowskis hatten. Mit 30 Jahren war Borowikowski bereits zu alt für die Russische Kunstakademie, so dass er Privatunterricht bei Dmitri Lewizki und später beim österreichischen Maler Johann Baptist Lampi nahm.

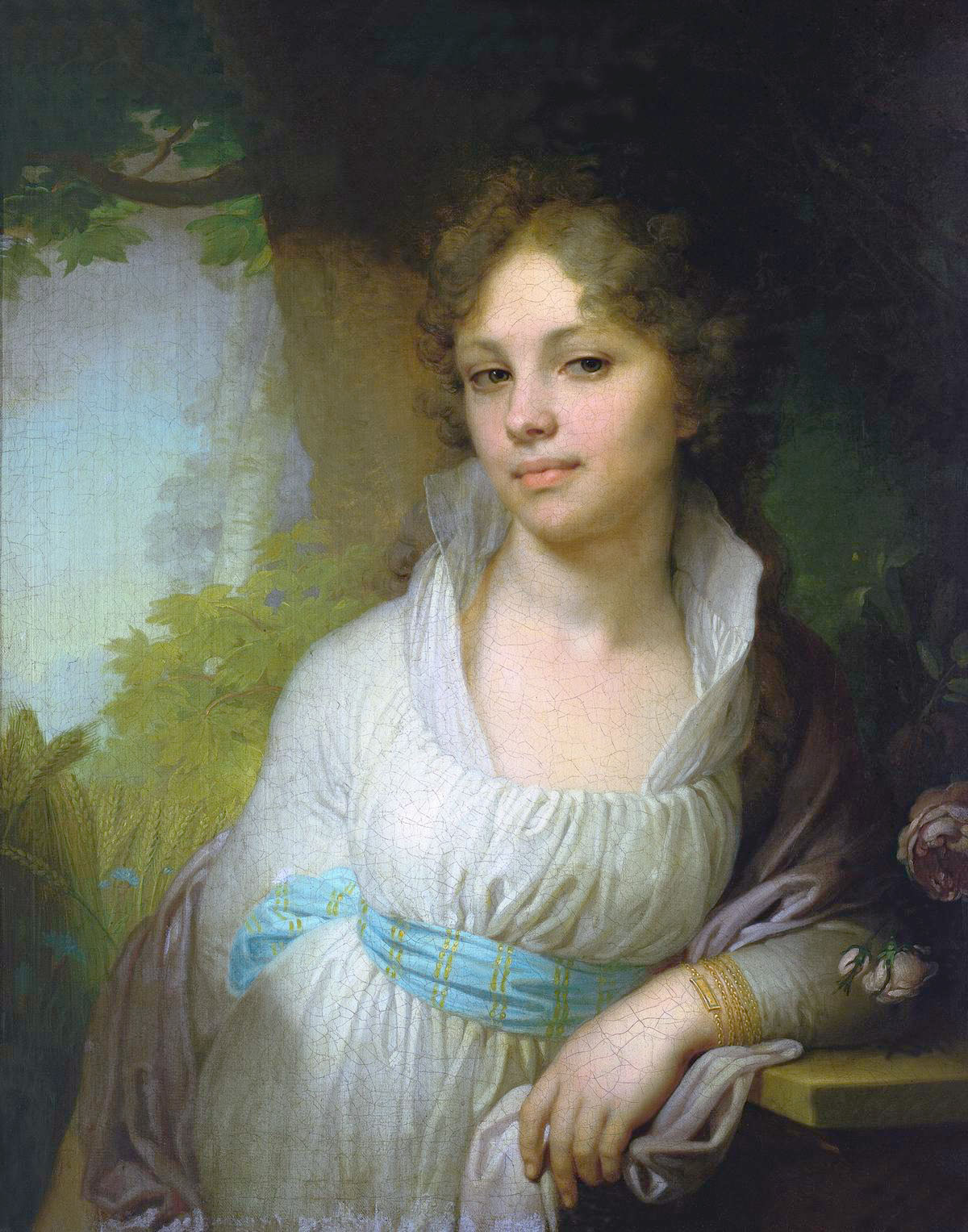
Porträt von Maria Lopuchina, 1795

Im Jahr 1795 erreichte er den Akademiker-Grad und wurde ein erfolgreicher Porträtmaler. Im Laufe seines Lebens schuf er etwa 500 verschiedene Porträtwerke, von denen ca. 400 bis in unsere Zeit überlebten. Borowikowski hatte seine eigene Werkstatt und delegierte das Malen von weniger wichtigen Details an seine Assistenten. Zu seinen Auftraggebern gehörten Mitglieder der kaiserlichen Familie, Angehörige des Hofadels, Generäle und Personen aus künstlerischen und literarischen Kreisen. Viele Porträts sind von ihrem Stil her vertraulich.

## Werke (Auswahl)
Die berühmtesten Werke umfassen:
- Porträt Katharina der Großen (1794)
- Porträt E. Arsenjewa (1796)
- Porträt M. Lopuchina (1797)
- Porträt F. Borowski (1799)
- Porträt Paul I. (1800)
- Porträt Fürst A. Kurakin (1801–1802)
- Porträt der Fürstinnen A. Gagarina und V. Gagarina (1802).
- Porträt des serbischen Fürsten Karadjordje (1816).

Borowikowski unterrichtete nie an der Russischen Kunstakademie, doch zahlreiche Studenten, die dort eingeschrieben haben, lebten in seinem Haus. Unter ihnen war Alexei Wenezianow und Iwan Bugajewski-Blagodarny, der das einzige erhaltene Porträt von Borowikowski malte.
Nach 1819 wurde Borowikowski ein Freimaurer und Mitglied der Loge Sterbender Sphinx. In dieser Zeit malte er wieder überwiegend Ikonen, darunter die Ikonostase für die Kirche am Smolensker Friedhof und einige Ikonen für die Kasaner Kathedrale in Sankt-Petersburg.
Am 6. April 1825 starb Borowikowski plötzlich an einem Herzinfarkt und wurde auf dem Smolensker Friedhof in Sankt-Petersburg beigesetzt.

## Werke

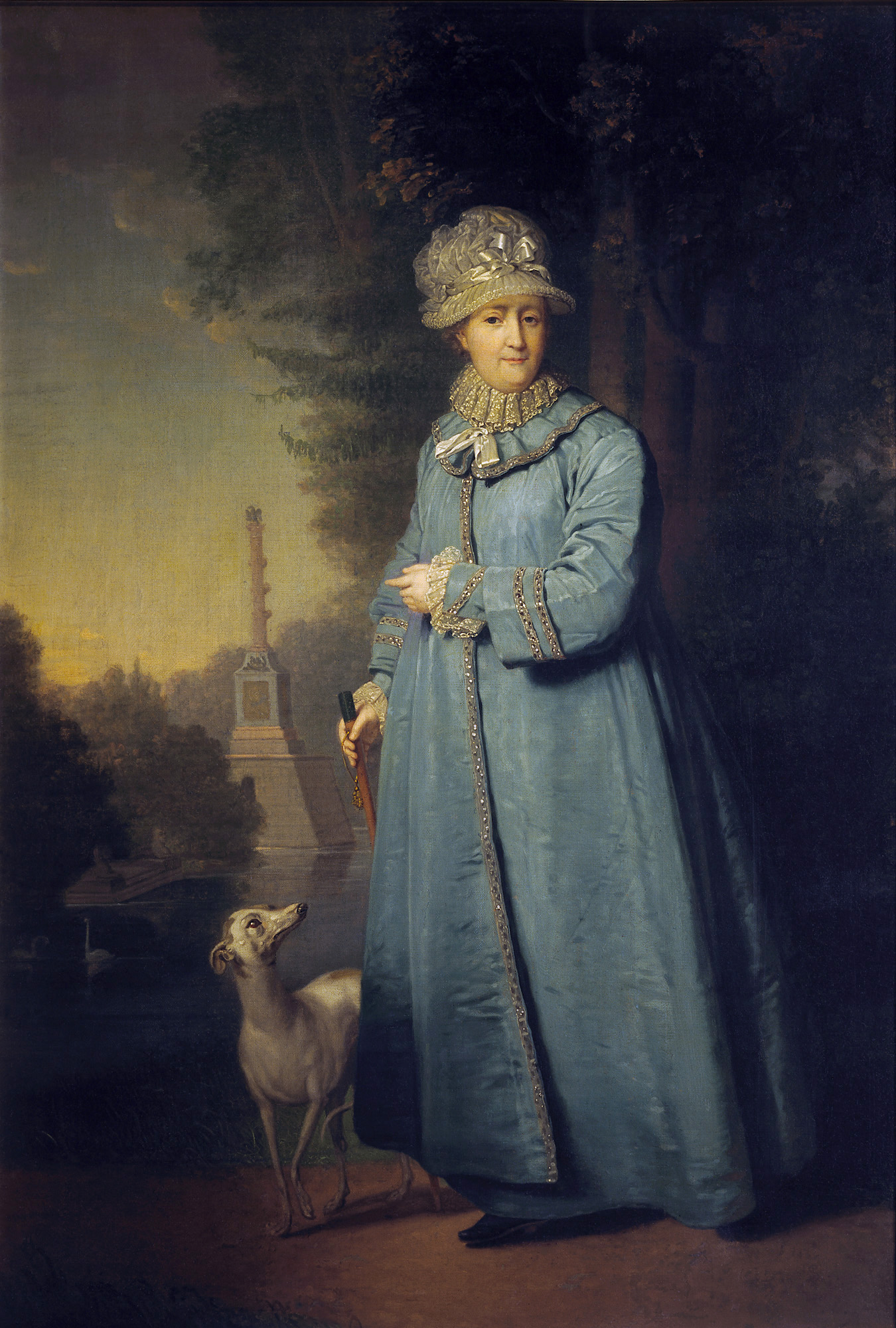
Katharina die Große in Zarskoje Selo 1794
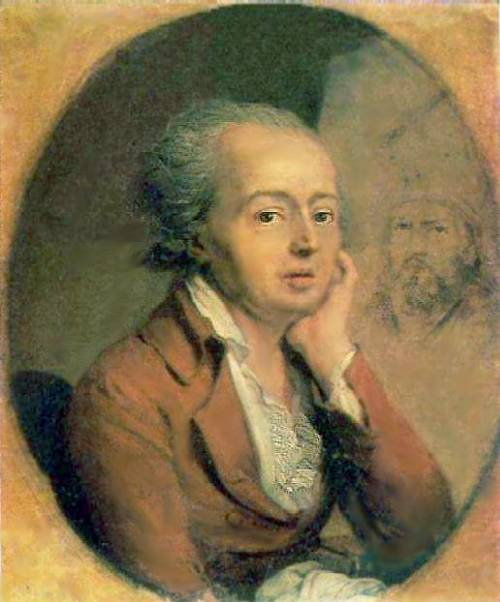
Porträt von Dmitri Lewizki 1796
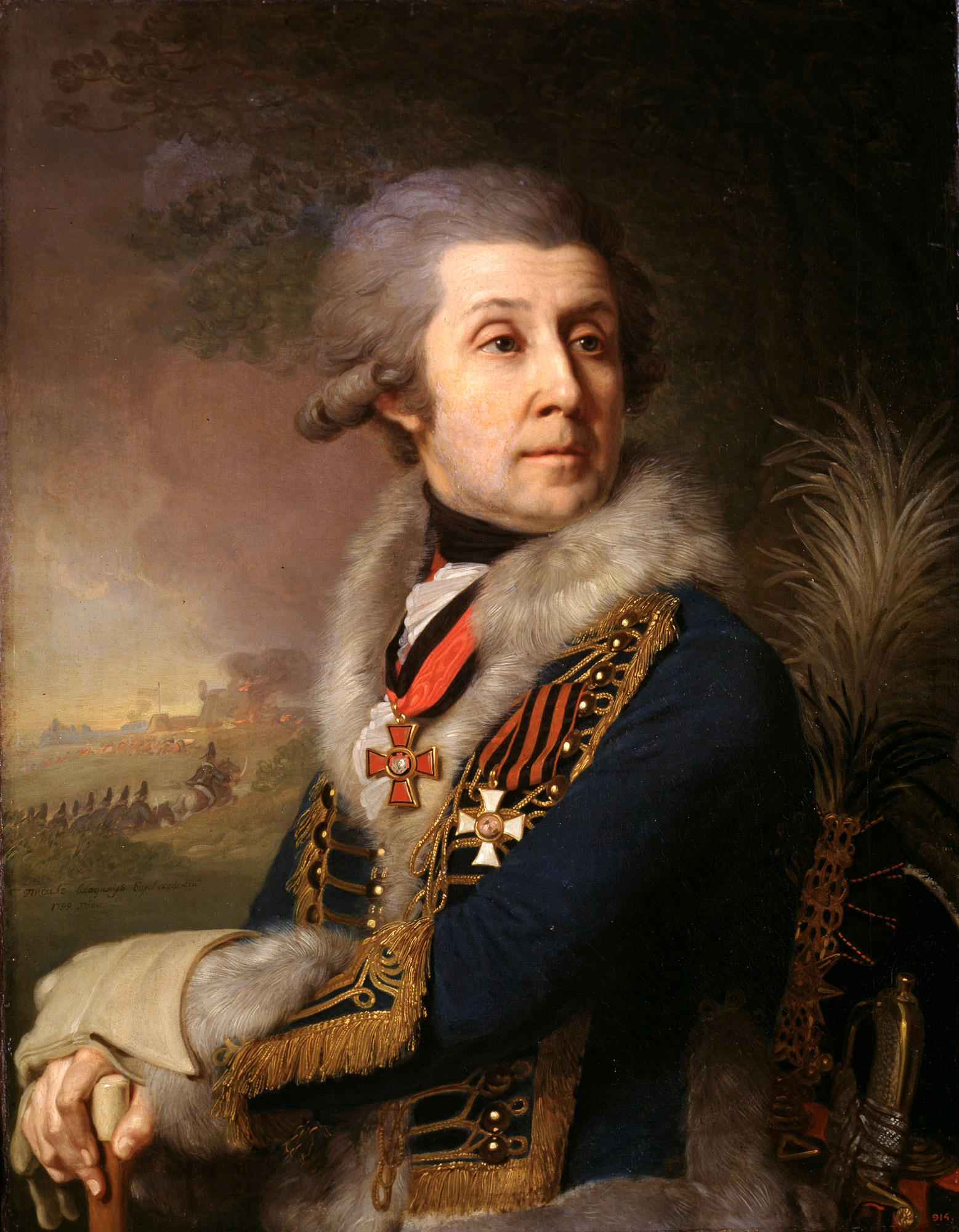
Porträt von F. Borowski. 1799
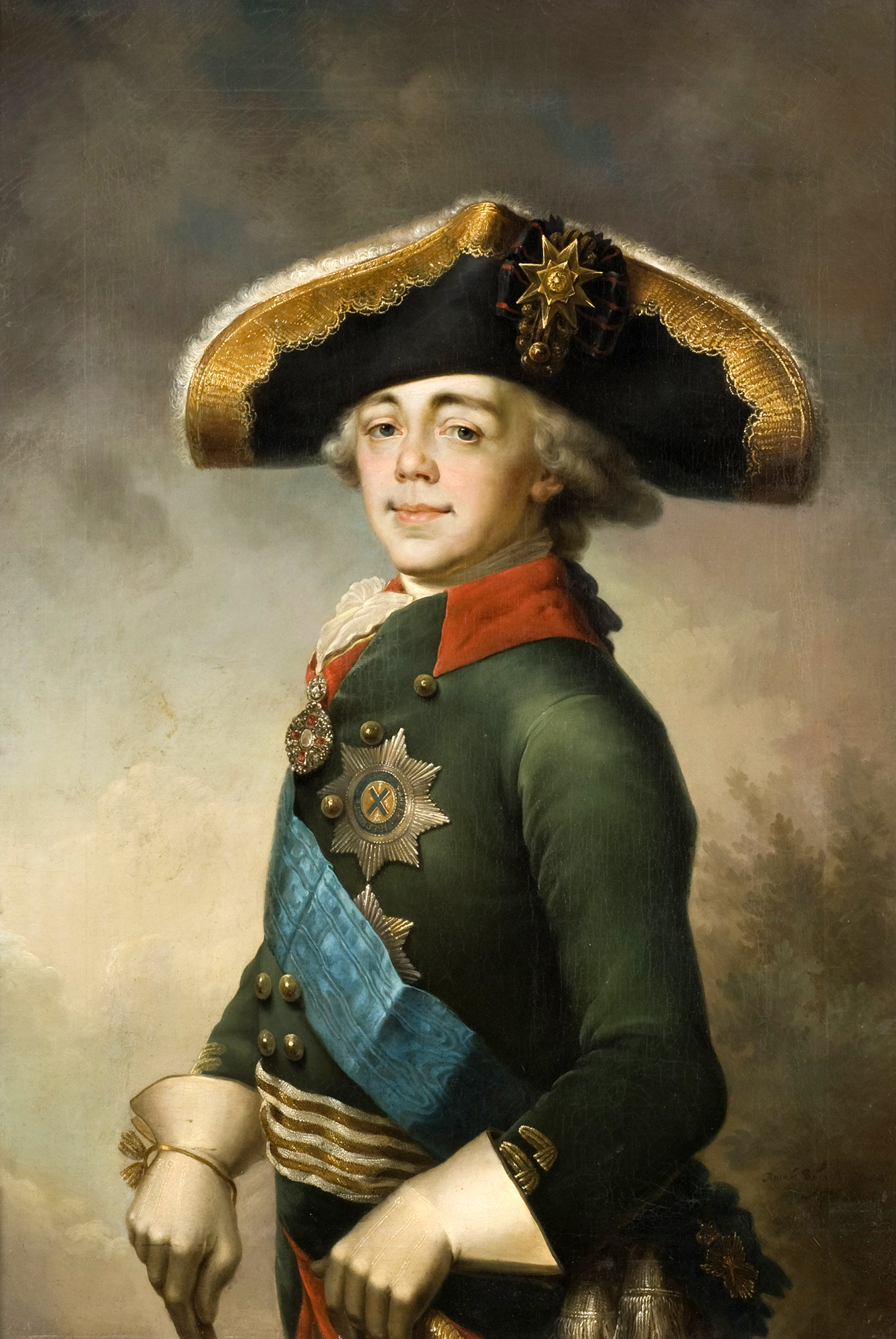
Porträt von Paul I, Kaiser von Russland. 1800
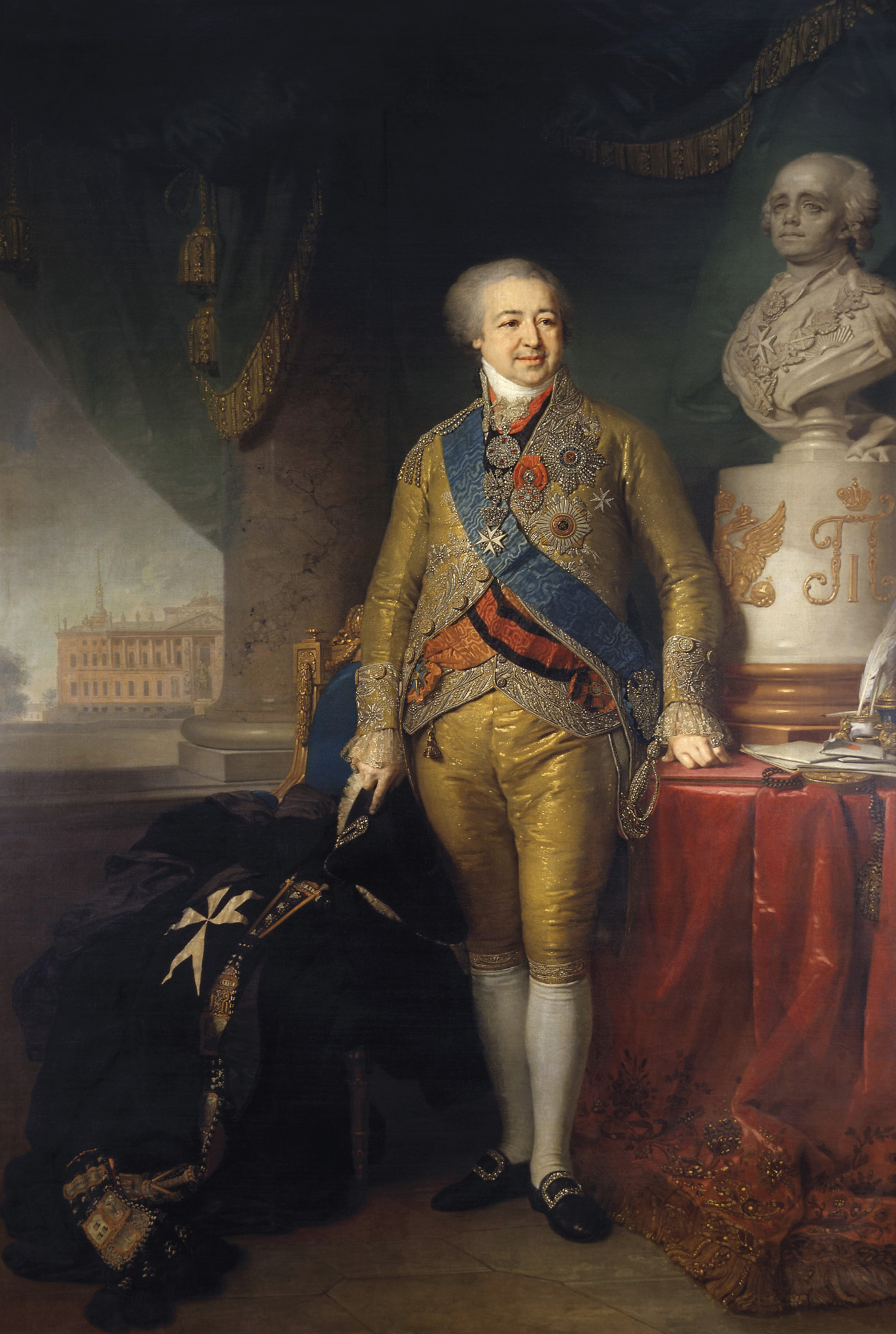
Porträt von Alexander Kurakin (1801-1802).
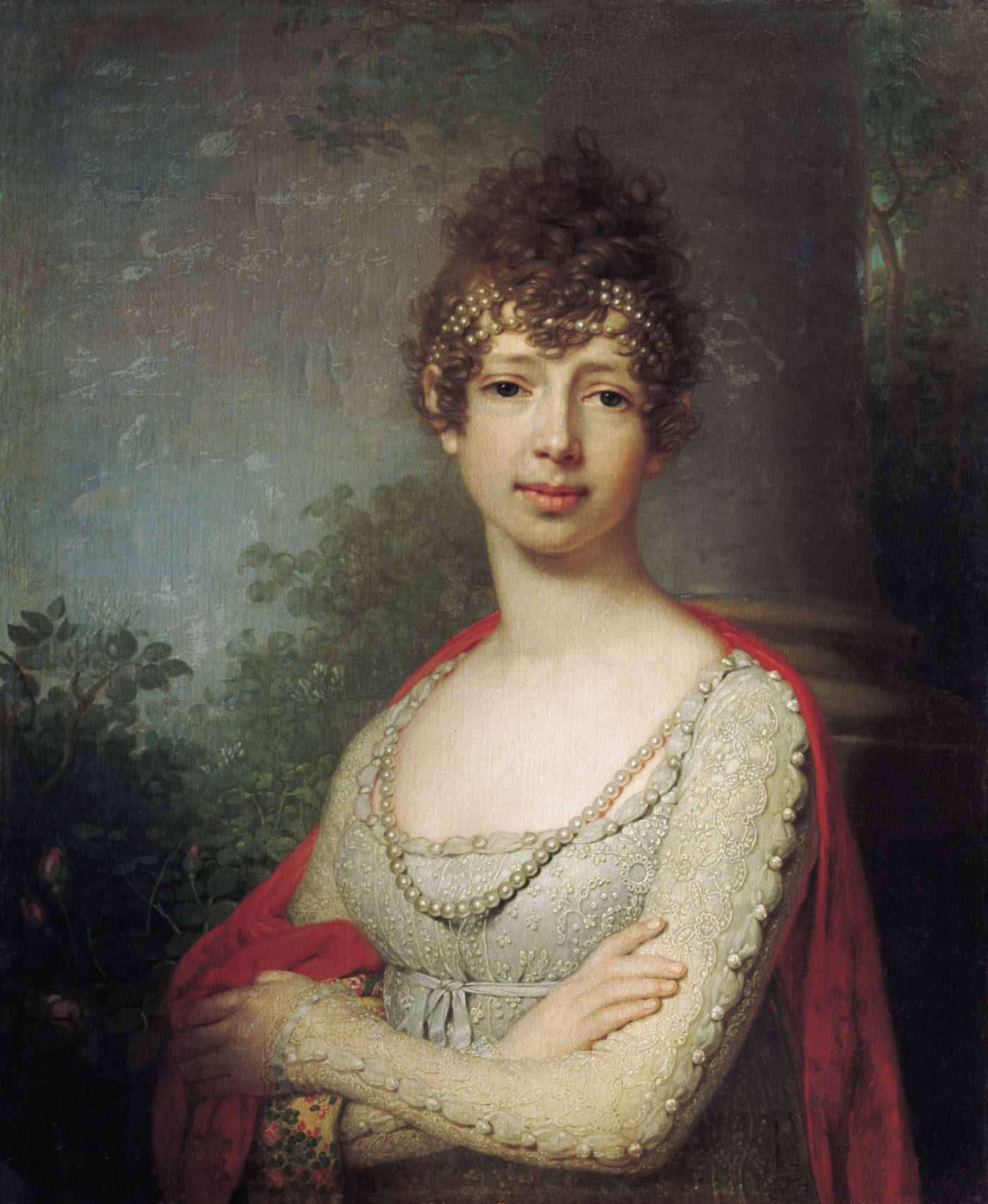
Porträt der Großfürstin Maria Pawlowna. 1800s
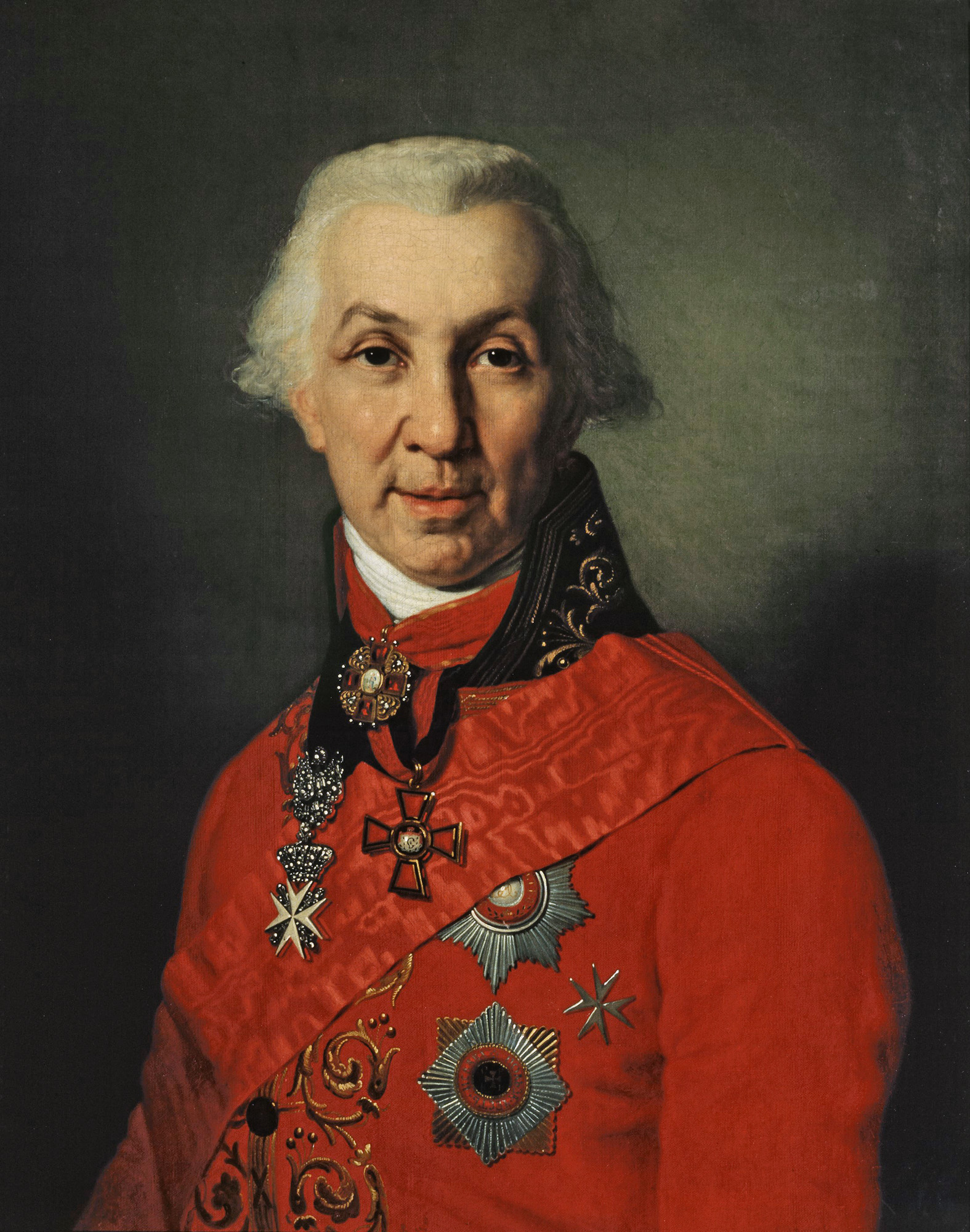
Porträt von Gawrila Derschawin. 1811.
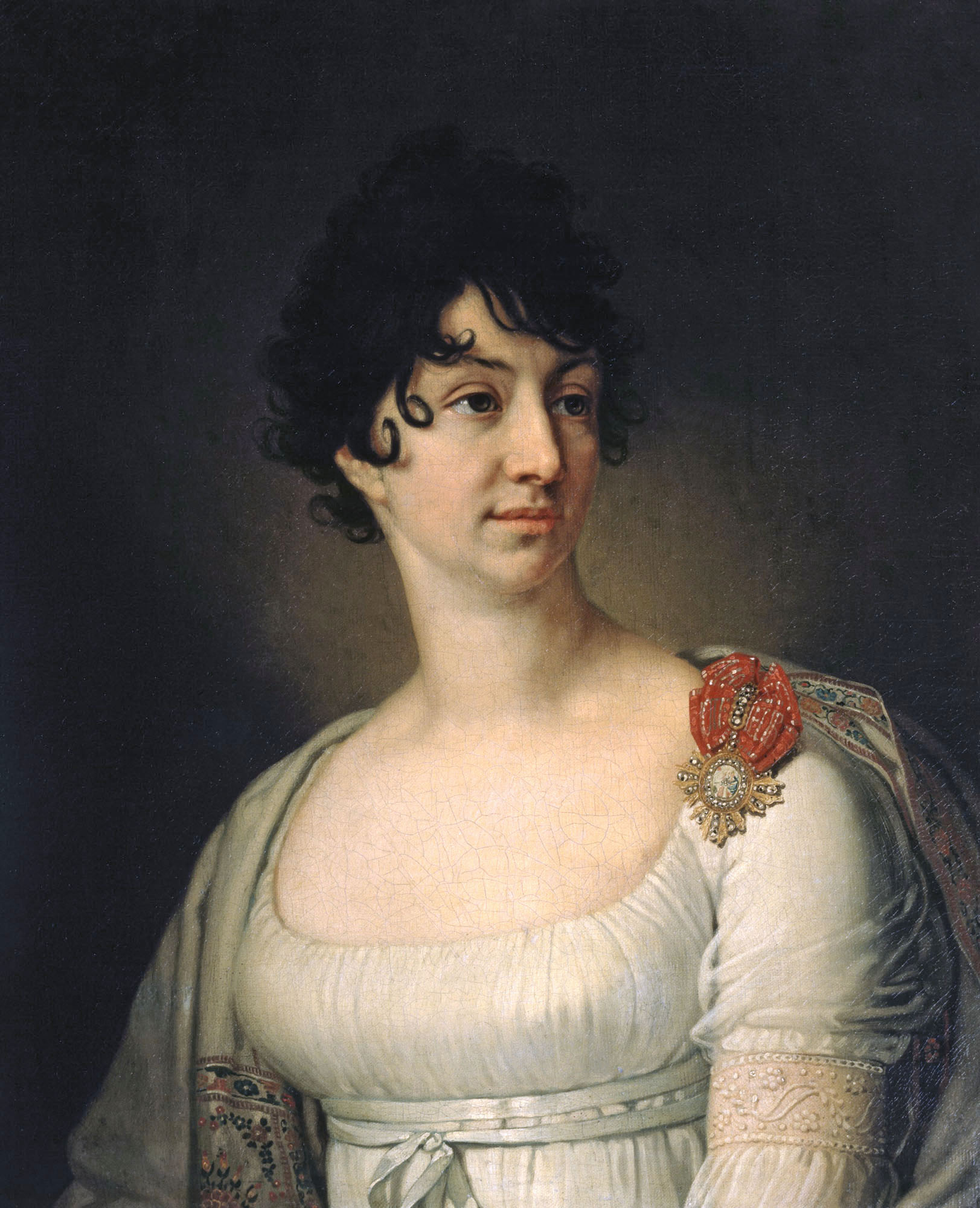
Porträt von S. Rajewskaja. 1813
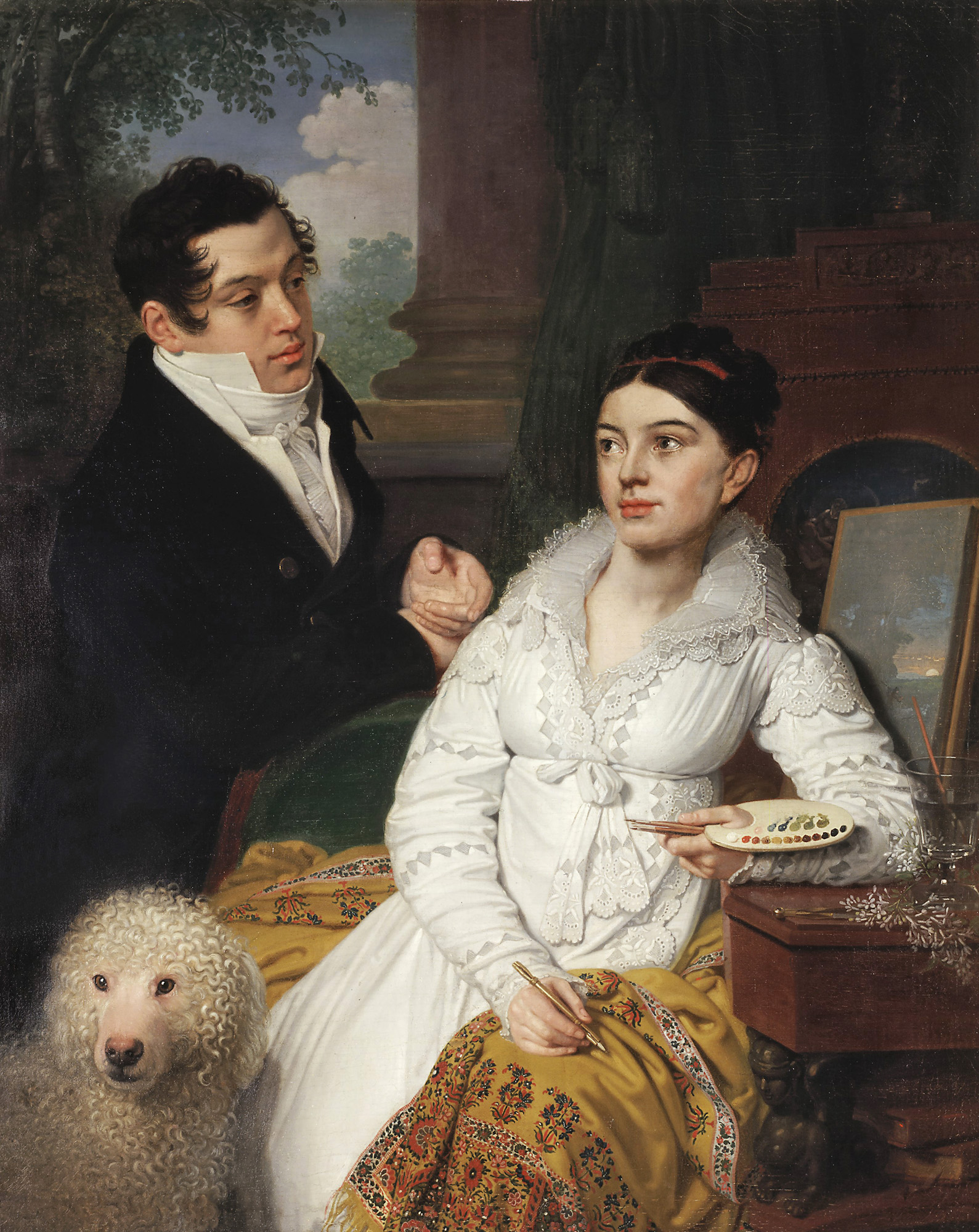
Porträt von A. G. und A. A. Lobanow-Rostowski. 1814.
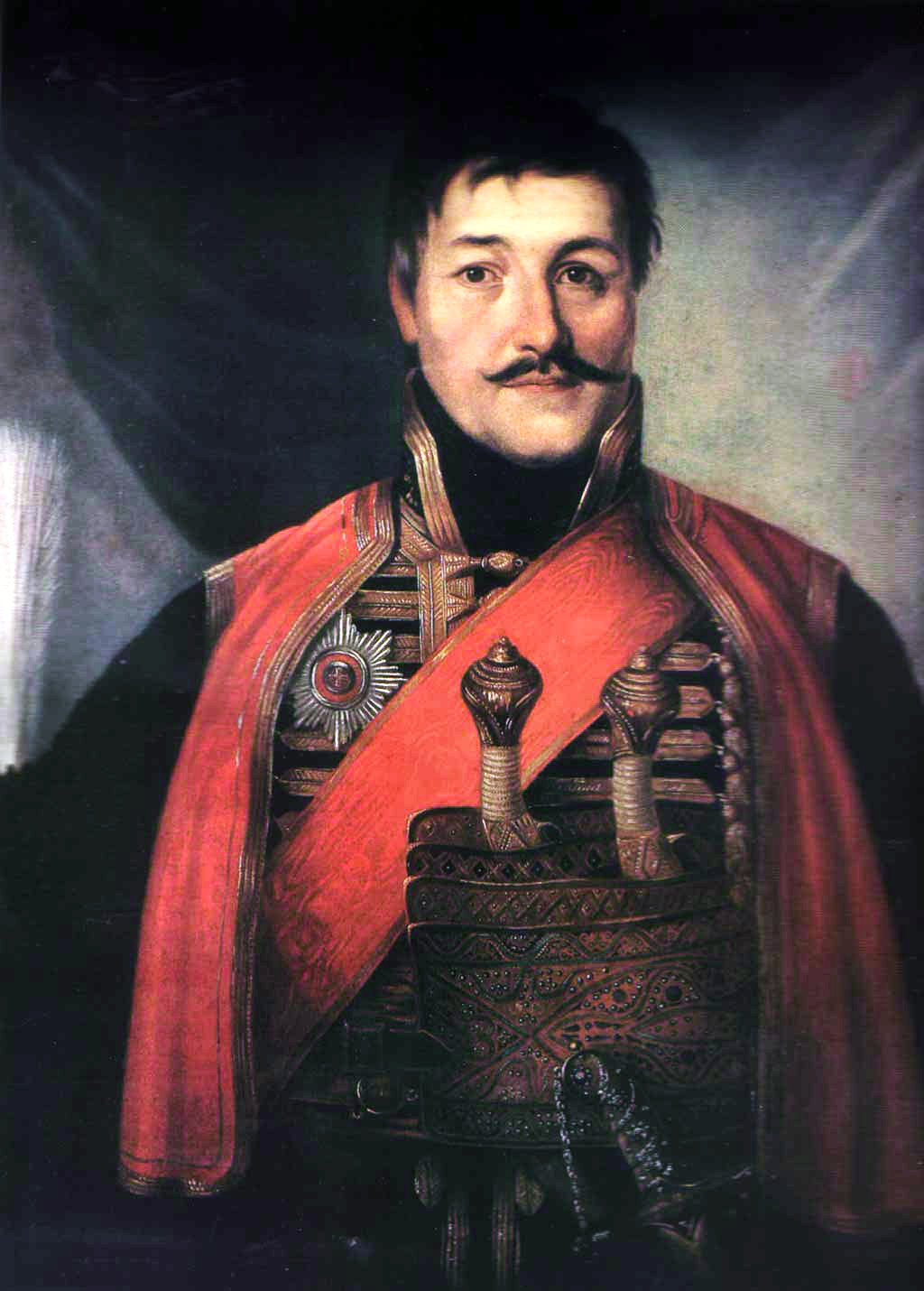
Karađorđe, serbischer Prinz 1816
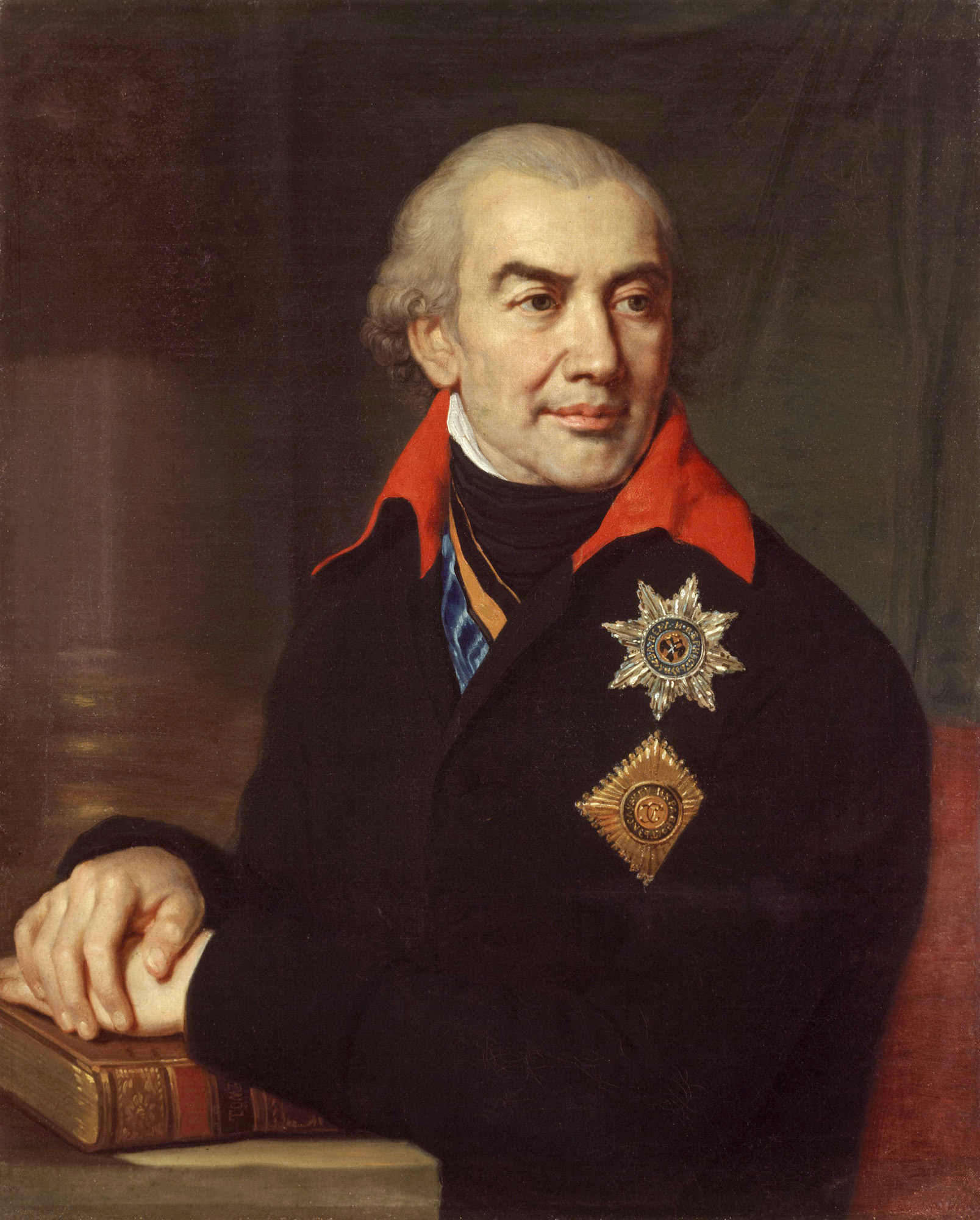
Porträt des Fürsten G. Wolkonski
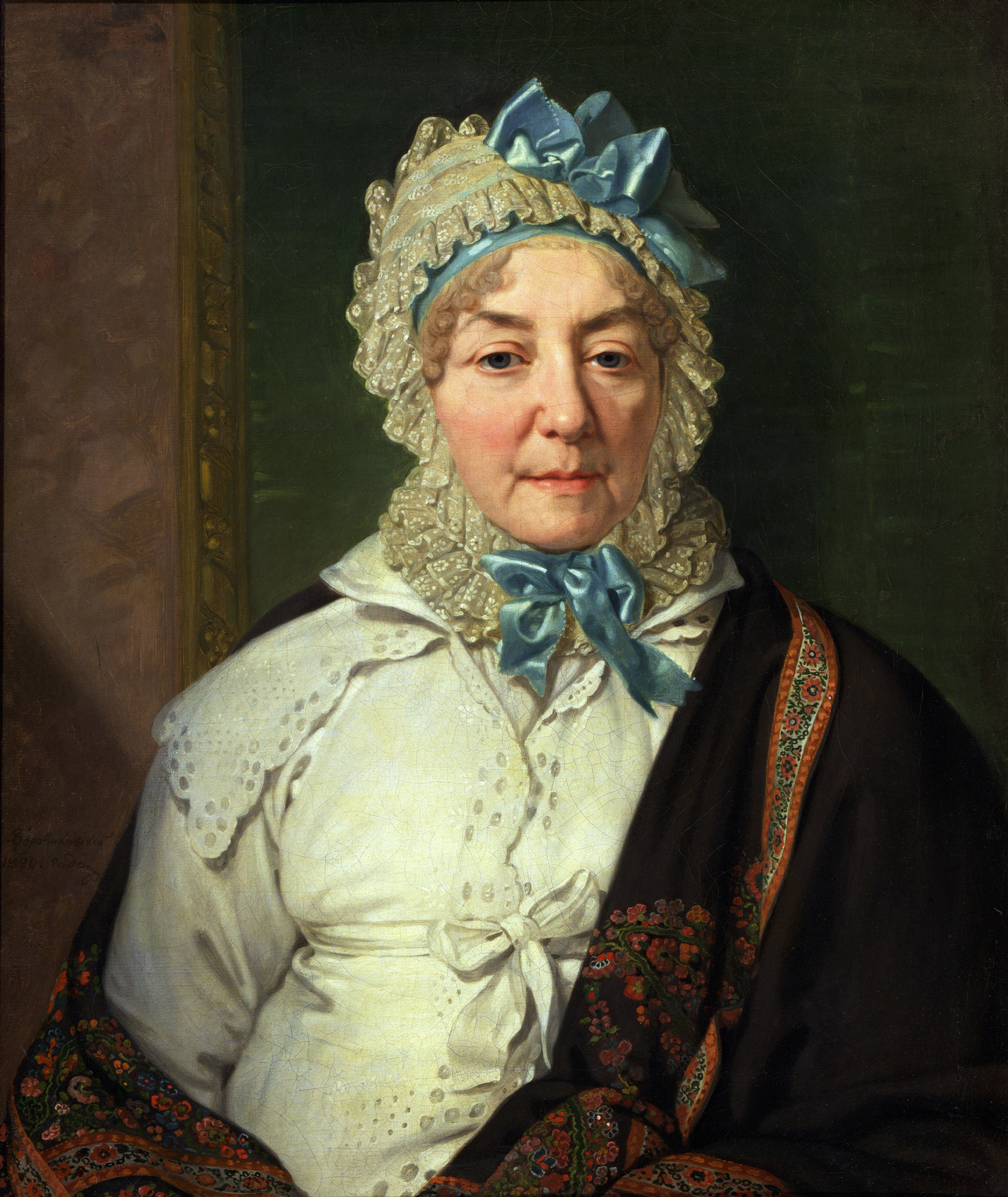
Porträt von E. Archarowa. 1820